# 菲兰 (埃纳省)
菲兰（法語：Filain，發音：[filɛ̃]）是法国上法蘭西大區埃纳省苏瓦松区曾经的一个市镇，面积4.78平方千米，2022年1月1日人口为121人。2025年1月1日，菲兰与市镇帕尔尼菲兰合并为新市镇帕尔尼和菲兰，并成为了帕尔尼和菲兰的委派市镇。

## 地理
菲兰（49°27'33"N, 3°33'20"E）面积4.78平方千米，位于法国上法蘭西大區埃纳省，该省份为法国北部内陆省份，北起北部省，西接索姆省和瓦兹省，东临阿登省和马恩省，西南至塞纳-马恩省，东北部与比利时接壤。
与菲兰接壤的市镇（或旧市镇、城区）包括：艾济-茹伊、莫南普特伊、奥斯泰勒、帕尔尼菲兰。
菲兰的时区为UTC+01:00、UTC+02:00（夏令时）。

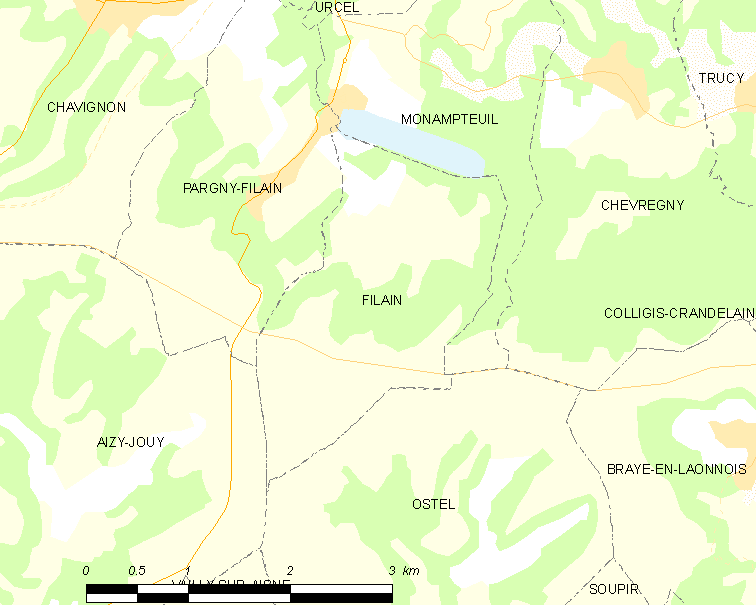
菲兰的OSM定位图

## 行政
菲兰的邮政编码为02000，INSEE市镇编码为02311。

## 政治
菲兰所属的省级选区为塔德努瓦地区费尔县。

## 人口

1962-2008年间菲兰人口变化图示

菲兰于2022年1月1日时的人口数量为121人。